# لیوینگستون چطور؟
«لیوینگستون چطور؟» (به انگلیسی: What About Livingstone?) ترانه‌ای از گروه موسیقی سوئدی آبا است که در آلبوم واترلو در سال ۱۹۷۴ منتشر شد.
این آهنگ دربارهٔ دیوید لیوینگستون جهانگرد و مبلغ مذهبی اسکاتلندی قرن نوزدهمی است. گاردین درباره‌اش نوشت که این ترانه «نکوهش جوانان سوئدی به‌دلیل بی‌علاقگی‌شان به کاشفان بزرگ» است. گاردین همچنین نوشت که این آهنگ «اشعار عجیبی» دارد. به نظر می‌رسد دیلی تلگراف از وجود چنین آهنگی یکه خورده و می‌نویسد: «شاید باورتان نشود، اما گروه آبا ترانه‌ای به نام «لیوینگستون چطور؟» دارد. کتاب «نورهای روشن، سایه‌های تاریک: داستان واقعی آبا» دربارهٔ این ترانه و ترانه کینگ کونگ می‌گوید که هر دو آهنگ «با جذابیت شگرف‌شان از شکست رهایی یافته و پیش می‌روند»